# 南觀音山
南觀音山，原稱觀音山，是臺灣臺中市北屯區廍子里與民政里交界處的一座山丘，屬於豐原丘陵北側，海拔314公尺，為臺灣小百岳之一，也是廍子里最高點。山頂立有三等三角點5012號基石和聯勤總部於1989年設立的三等三角點測補78024號基座，亦為新興宗教宇宙彌勒皇教的玉佛寺所在地（玉佛寺原為普通佛寺，後易主宇宙彌勒皇教），建有觀景台與多座大型佛像（觀世音菩薩、地藏王菩薩）。山脊為大坑溪支流橫坑溪與廍子溪支流苧園坑溪的分水嶺，西麓為中臺科技大學。
南觀音山有三處登山口，一處位於市道129號上的大坑橋公車站旁，另兩處位於市道129號旁的橫坑巷。此外，自市道129號旁的苧園巷也有柏油路一路鋪設至山頂，可供車輛通行。